# Нейт Дусінґ
Нейт Дусінґ (англ. Nate Dusing, 25 листопада 1978) — американський плавець.
Призер Олімпійських Ігор 2000, 2004 років.
Чемпіон світу з водних видів спорту 2005 року, призер 2001, 2003 років.
Чемпіон світу з плавання на короткій воді 2004 року.
Переможець Пантихоокеанського чемпіонату з плавання 1997 року, призер 2002 року.